# ابوالقاسم سخدری
ابوالقاسم سخدری کشتی‌گیر سابق ایرانیست که بازی‌های المپیک ۱۹۴۸ برای تیم ملی ایران کشتی گرفت.
او در مرحله با قرعه استراحت روبه‌رو شد، در مرحله دوم دو بر یک برابر دیک هاتون آمریکایی تن به شکست داد، در مرحله سوم نیز مقابل برتیل آنتونسون سوئدی ضربه فنی شد و به مقام پنجمی وزن خود رسید.
در راستای یادبود وی، گود کشتی با چوخه روستای حاجی‌آباد نیشابور به افتخار وی نامگذاری شده‌است.

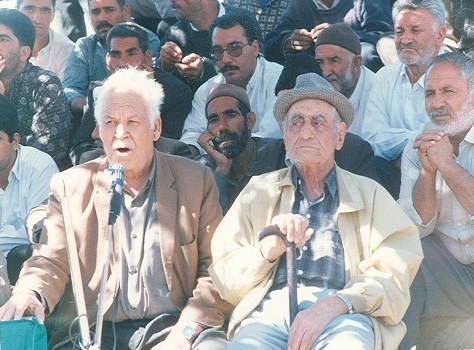
پهلوان ابوالقاسم سخدری در کنار پهلوان یعقوبعلی شورورزی در گود کشتی با چوخه روستای حاجی‌آباد زبرخان

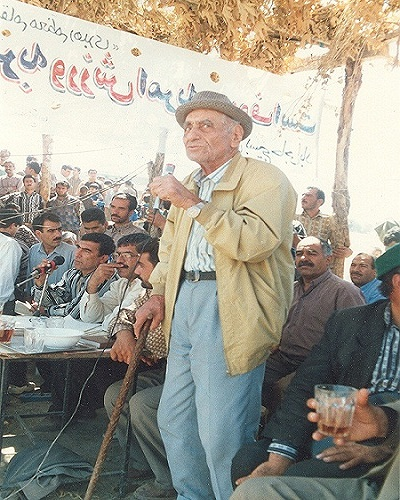
پهلوان ابوالقاسم سخدری در گود کشتی با چوخه روستای حاجی‌آباد زبرخان نیشابور